# Kurowyje
Kurowyje (biał. Куравое, Kurawoje, ros. Куровое, Kurowoje) – wieś na Białorusi, w obwodzie homelskim, w rejonie chojnickim, centrum administracyjne sielsowietu Kozietuzje. Istniała już w 1921 roku.